# LENA kup (žene)
LENA kup je trofej za kojeg se svake godine natječu ženske vaterpolske momčadi iz europskih država; sudionice su momčadi koja su osvojila mjesta neposredno iza prvakinja, jedno ili više njih, ovisno o uspješnosti klubova iz svojih zemalja u proteklim godinama.

## Osvajači
- 1999./00.:  Gifa Palermo
- 2000./01.:  Skif MFP Moskva
- 2001./02.:  Gifa Palermo
- 2002./03.:  NO Vouliagméni
- 2003./04.:  IGM Ortigia Siracusa
- 2004./05.:  CC Ortigia Siracusa
- 2005./06.:  Honvéd Budapesti
- 2006./07.:  ASD Roma
- 2007./08.:  ASD Roma
- 2008./09.:  Šturm Čehov
- 2009./10.:  Ethnikos Pirej
- 2010./11.:  Rapallo
- 2011./12.:  RN Imperia
- 2012./13.:  Šturm Čehov
- 2013./14.:  Olympiakos Pirej
- 2014./15.:  RN Imperia
- 2015./16.:  CN Mataró
- 2016./17.:  Újpesti Budimpešta
- 2017./18.:  Dunaújvárosi FVE
- 2018./19.:  Orizzonte Catania
- 2019./20.: Otkazano zbog pandemije COVID-19
- 2020./21.:  Kinef Kiriši
- 2021./22.:  Ethnikos Pirej
- 2022./23.:  Újpesti Budimpešta
- 2023./24.:  Plebiscito Padova

## Vječna ljestvica

### Klubovi
- 2: Gifa Palermo
- 2: Ortigia Siracusa
- 2: ASD Roma
- 2: Šturm Čehov
- 2: Ethnikos Pirej
- 2: RN Imperia
- 2: Újpesti Budimpešta
- 1: Skif MFP Moskva, Vouliagmeni NC Atena, Domino Polo Budimpešta, ASD Roma
- 1: NO Vouliagméni
- 1: Honvéd Budapesti
- 1: Rapallo
- 1: Olympiakos Pirej
- 1: CN Mataró
- 1: Dunaújvárosi FVE
- 1: Orizzonte Catania
- 1: Kinef Kiriši
- 1: Plebiscito Padova

### Države
- 11: Italija
- 4: Rusija
- 4: Grčka
- 4: Mađarska
- 1: Španjolska

## Vanjske poveznice
- http://www.allcompetitions.com/wp_ec2.htm  Arhivirana inačica izvorne stranice od 2. travnja 2013. (Wayback Machine)